# Andrzej Buczkowski
Andrzej Buczkowski (ur. 24 listopada 1938 w Krakowie, zm. 16 lutego 2021 tamże) – polski prawnik, adwokat, członek Trybunału Stanu.

## Życiorys
W 1961 ukończył prawo na Wydziale Prawa i Administracji Uniwersytetu Jagiellońskiego. Odbył aplikację sędziowską i adwokacką. W 1966 rozpoczął praktykę jako adwokat z siedzibą w Olkuszu i następnie w Krakowie. Działał w samorządzie zawodowym jako członek ORA i Naczelnej Rady Adwokackiej. Po wprowadzeniu stanu wojennego był obrońcą w procesach politycznych, broniąc m.in. Edwarda Nowaka. Był członkiem krakowskiej komisji przestrzegania prawa i ekspertem sejmowej Komisji Nadzwyczajnej do zbadania działalności MSW.
W 2005 z rekomendacji Platformy Obywatelskiej został wybrany na członka Trybunału Stanu. Funkcję tę pełnił do 2007.
W 2015 odznaczony Krzyżem Kawalerskim Orderu Odrodzenia Polski.